# Partido Nueva Alianza
Die Partido Nueva Alianza oder kurz Nueva Alianza (deutsch: Neue Allianz; PANAL) war eine liberale politische Partei in Mexiko.

## Geschichte
PANAL wurde am 30. Januar 2005 von der Nationalen Gewerkschaft der Arbeiter in der Bildung (Lehrergewerkschaft) (Sindicato Nacional de Trabajadores de la Educación, SNTE) gegründet, der größten Lehrergewerkschaft Amerikas und größten Gewerkschaft Lateinamerikas. Dadurch brach die SNTE mit der Partido Revolucionario Institucional (PRI), mit der die Gewerkschaft seit ihrer Gründung in den 1930er Jahren verbunden war. Als Grund des Bruchs wird der Konflikt der SNTE-Vorsitzenden Elba Esther Gordillo mit der PRI gesehen.
Der erste Vorsitzende war Miguel Ángel Jiménez Godínez, dem 2006 Tomás Ruiz González folgte. PANAL-Kandidat zur Präsidentschaftswahl 2006 war das ehemalige PRI-Mitglied Roberto Campa Cifrián. Campa Cifrián holte 0,96 % der Stimmen, aber die Partei war bei den gleichzeitig stattfindenden Kongresswahlen erfolgreicher, wo die PANAL 10 Sitze in der Abgeordnetenkammer und einen im Senat errang.
Parteivorsitzender ist seit 2011 Luis Castro Obregón.

## Ausrichtung
Die Partei bezeichnet sich als liberale Partei. Sie ist Vollmitglied der Liberalen Internationalen, aber in mancherlei Hinsicht Interessenpartei von Lehrkräften. Bildungspolitik macht einen großen Teil des Parteiprogramms aus.

## Parlamentsmitglieder
PANAL stellt derzeit (Stand: Juni 2018) 10 Sitze in der Abgeordnetenkammer und einen im Senat.

## Präsidentschaftskandidaten
- Präsidentschaftswahl 2006: Roberto Campa Cifrián
- Präsidentschaftswahl 2012: Gabriel Quadri de la Torre
- Präsidentschaftswahl 2018: José Antonio Meade Kuribreña

## Parteivorsitzende
- 2005–2006: Miguel Ángel Jiménez Godínez
- 2006–2007: Tomás Ruiz González
- 2007–2011: Jorge Kahwagi
- 2011 bis heute: Luis Castro Obregón